# Ханкеев, Игорь Фёдорович
И́горь Фёдорович Ханке́ев (4 февраля 1968, Омск, СССР) — советский и российский футболист, полузащитник, российский тренер.

## Карьера

### Клубная
Всего за российские команды на высшем уровне («Уралмаш» и «Ростсельмаш») сыграл 261 игру и забил 53 гола (из них в чемпионате России — 240 (49), Кубке России — 12 (1), Кубке Интертото — 9 (3)).
Лучшими матчами в профессиональной карьере, по мнению Ханкеева, для него является встреча «Ростсельмаша» со «Спартаком» в 1998 году и поединки ростовчан с «Ювентусом» в рамках Кубка Интертото.

### Тренерская
В 2003—2004 Ханкеев вернулся в Екатеринбург, но уже в качестве тренера команды «Урал». С 2005 по 2006 работал тренером в команде «Петротрест» из Санкт-Петербурга. В 2006 году работал тренером ФК «Таганрог», а в 2007—2008 годах занимал пост старшего тренера. В июле 2009 года Ханкеева пригласили в качестве главного тренера в СКА из Ростова-на-Дону.
В 2014 году Игорь Ханкеев вошёл в тренерский штаб Павла Гусева в воронежском «Факеле»
В январе 2022 вошёл в тренерский штаб СКА (Ростов-на-Дону). В июне 2022 года покинул клуб. В феврале 2023 года вновь вошёл в тренерский штаб СКА.